# Olympische Sommerspiele 1996/Teilnehmer (Angola)
| Gelbes Symbol für Goldmedaillen mit stilisierten Olympischen Ringen | Graues Symbol für Silbermedaillen mit stilisierten Olympischen Ringen | Braundes Symbol für Bronzemedaillen mit stilisierten Olympischen Ringen |
| ------------------------------------------------------------------- | --------------------------------------------------------------------- | ----------------------------------------------------------------------- |
| —                                                                   | —                                                                     | —                                                                       |

Angola nahm bei den Olympischen Sommerspielen 1996 in der US-amerikanischen Metropole Atlanta mit 28 Sportlern, 13 Männern und 15 Frauen, in acht Wettbewerben in fünf Sportarten teil.
Seit 1980 war es die vierte Teilnahme Angolas bei Olympischen Sommerspielen.

## Flaggenträger
Die Handballerin Palmira de Almeida trug die Flagge Angolas während der Eröffnungsfeier am 19. Juli 1996 im Centennial Olympic Stadium.

## Medaillen
Die 28 Sportlerinnen und Sportler konnten keine Medaillen gewinnen. Die beste Platzierung erreichten die Handballerinnen mit Platz 7 in ihrem Wettbewerb.

## Teilnehmer

### Basketball
| Wettbewerb             | Männer |
| ---------------------- | --- |
| Athleten               | Edmar Victoriano Aníbal Moreira Ângelo Victoriano Benjamim Ucuahamba Honorato Trosso Victor de Carvalho Herlander Coimbra Justino Victoriano David Dias Benjamim João Romano José Carlos Guimarães Jean-Jacques da Conceição |
| Trainer                | Vladimiro Romero |
| Gruppenphase           | China (67:70) Vereinigte Staaten (54:87) Kroatien (48:71) Litauen (49:85) Argentinien (62:66) |
| Platzierungsspiel 9–12 | Puerto Rico (67:76) |
| Spiel um Platz 11      | Südkorea (99:61) |
| Rang                   | 11. Platz |

### Handball
| Wettbewerb       | Frauen (Spiele/Tore) |
| ---------------- | --- |
| Athleten         | Anica Neto (4/4) Maria Gonçalves (4/0) Filomena Trindade (4/13) Domingas Cordeiro (3/3) Maura Faial (2/3) Aña Bela Joaquim (4/4) Lili Webba-Torres (4/14) Palmira de Almeida (4/11) Luzia María Bizerra (4/11) Justina Praça (4/0) Lia Paulo (4/0) Mária Eduardo (4/10) Elisa Peres (4/0) |
| Trainer          | Alberto Junior |
| Gruppenphase     | Norwegen (18:30) Südkorea (19:25) Deutschland (12:27) |
| Spiel um Platz 7 | Vereinigte Staaten (24:23) |
| Rang             | 7. Platz |